# Eddie Esteves Pereira
Eddie Esteves Pereira  ( 1939 -) es un botánico brasileño, especializado en cactos.

## Algunas publicaciones
- Braun, PJ; E Esteves Pereira. 2004. Pilosocereus mollispinus - A new species of Cactaceae from the state of Goiás & comments on other Pilosocereus species from Central Brazil. CSSA 76: 2
- Leme, EMC; E Esteves Pereira. 2003. New Bromelia & Dyckia species (Bromeliaceae) from Central Brazil. Vidalia 1 (1)
- Braun, PJ; E Esteves Pereira. 2001. Cacti of Brazil, with remarks to other succulents & xeromorphic bromeliads. Schumannia 3. 235 pp. 194 ilustr. ISBN 3-89598-830-8
- Braun, PJ; E Esteves Pereira. 1995. Nieuwe combinaties en namen voor cactussen uit Brazilië, Bolivia en Paraguay. Succulenta (Netherlands) 74(3): 130-135

Con la publicación de Schumannia 3 se ha acompañado con el relanzamiento del website The Paradise Brazilian Cacti & Bromeliads: https://web.archive.org/web/20090103101635/http://www.cactos.com.br/us/index.php de Pierre Braun y de Eddie Esteves. El sitio se ocupa de la problemática conservacionista de la "Flora y Fauna de Brasil", y se dirige especialmente a gente joven y niños, con la esperanza de ayudar a su educación y comprometerlos en la conservación de los recursos naturales.

## Honores

### Epónimos
Género
- (Cactaceae) Estevesia P.J.Braun[1]

Especies
- (Bromeliaceae) Bromelia estevesii Leme[2]
- (Bromeliaceae) Dyckia estevesii Rauh[3]
- (Bromeliaceae) Hohenbergia estevesii E.Pereira & Moutinho[4]
- (Cactaceae) Austrocephalocereus estevesii Buining & Brederoo[5]
- (Cactaceae) Bragaia estevesii Hofacker & P.J.Braun[6]
- (Cactaceae) Coleocephalocereus estevesii Diers[7]
- (Cactaceae) Micranthocereus estevesii (Buining & Brederoo) F.Ritter[8]
- (Euphorbiaceae) Euphorbia estevesii N.Zimm. & P.J.Braun[9]
- (Cactaceae) Arthrocereus melanurus ssp. estevesii (L. Diers & P.J. Braun) P.J.Braun & Esteves
- (Bromeliaceae) Dyckia marnier-lapostollei var. estevesii  Rauh
- (Bromeliaceae) Orthophytum estevesii (Rauh) Leme
- (Bromeliaceae) Orthophytum eddie-estevesii  Leme
- (Bromeliaceae) Encholirium eddie-estevesii Leme & Forzza
- (Cactaceae) Leocereus estevesii  P.J.Braun
- (Cactaceae) Discocactus estevesii  L. Diers
- (Cactaceae) Melocactus estevesii  P.J.Braun
- (Cactaceae) Facheiroa estevesii  P.J.Braun
- (Cactaceae) Cereus estevesii  P.J.Braun
- (Cactaceae) Tacinga estevesii (P.J.Braun) P.J.Braun
- (Cactaceae) Siccobaccatus estevesii (Buin. & Bred.) P.J.Braun & Esteves
- La abreviatura «Esteves» se emplea para indicar a Eddie Esteves Pereira como autoridad en la descripción y clasificación científica de los vegetales.[10]